# Mandjelia platnicki
Mandjelia platnicki is een spinnensoort uit de familie Barychelidae. De soort komt voor in Queensland.